# 浜野川
浜野川（はまのがわ）は、千葉県千葉市中央区を流れる二級河川。

## 地理

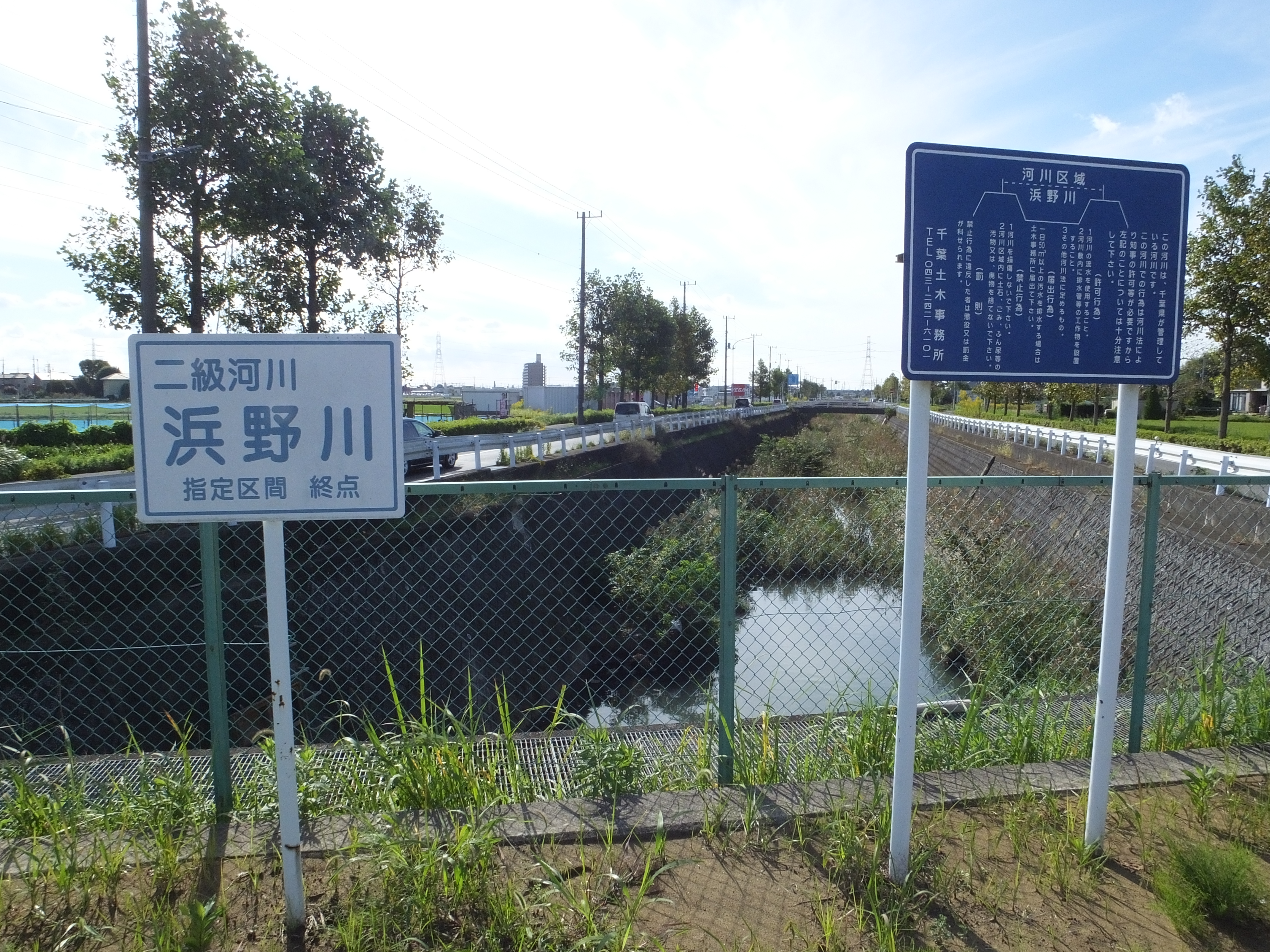
上流端・指定区間の終点

現在の流路は、おゆみ野ニュータウンの地下を巡っている浜野川雨水幹線が市道浜野町大金沢線（おゆみ野バザール通り）に集まり、緑区と中央区との境界にて開渠となる地点を上流端としている。水源は新興住宅地にあるが、以降は南生実町の水田地帯が広がり、両岸を浜野町大金沢線の上下車線に挟まれた区間が1.5km続く。国道16号・館山自動車道を超えると浜野の住宅街となり、国道357号を超えると京葉工業地域に至る。JFEスチールの工場と京葉臨海鉄道千葉貨物駅の間を抜けると千葉港へ出る。河口までの全区間（3,320m）が二級河川に指定されており、都市河川として整備されたため全区間がコンクリート護岸である。
旧来の浜野川は、緑区鎌取町（現在のおゆみ野2丁目）を水源とし、有吉町（現在のおゆみ野有吉・おゆみ野中央）を通り大百池（おおどいけ）へ流入、そこから中央区南生実町へと続いていた。おゆみ野ニュータウンの開発に伴い河川改修が行われて以降、大百池から流出する水路は神門橋と南生実橋の間で接続されているに過ぎない。そのため、旧来の浜野川上流部は形式上本流でなくなっていると言える。
源流部には数多くの湧水点があり、周辺地域の灌漑用水となっていた。中でも泉谷公園は現在も湧水池公園として残る。泉谷公園から大百池公園までは約2kmにわたって「おゆみの道」が整備され、連続した自然環境と水辺空間が形成されている。なおこれはニュータウン開発前の河川の流路とは一切無関係である。

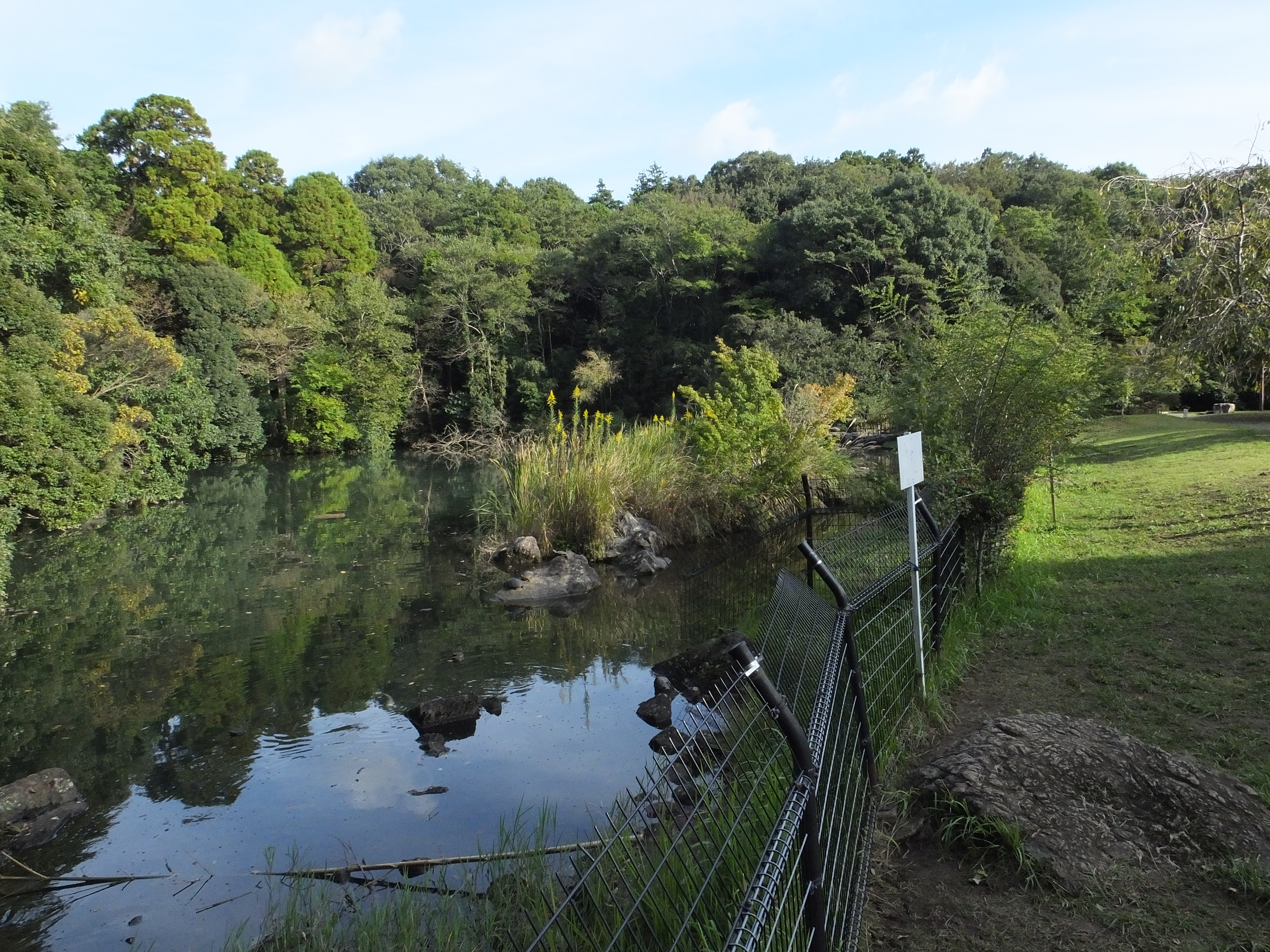
泉谷公園
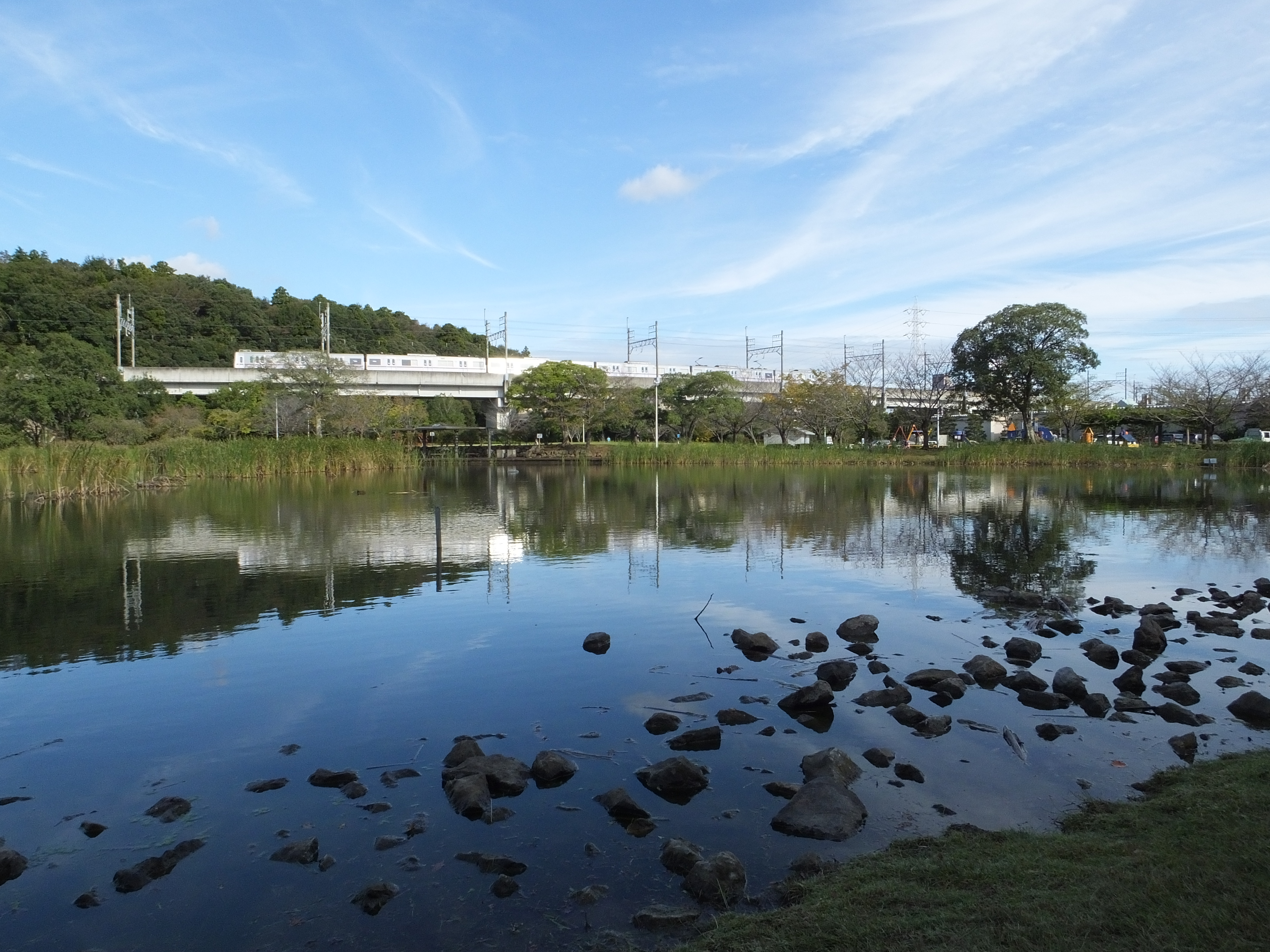
大百池公園
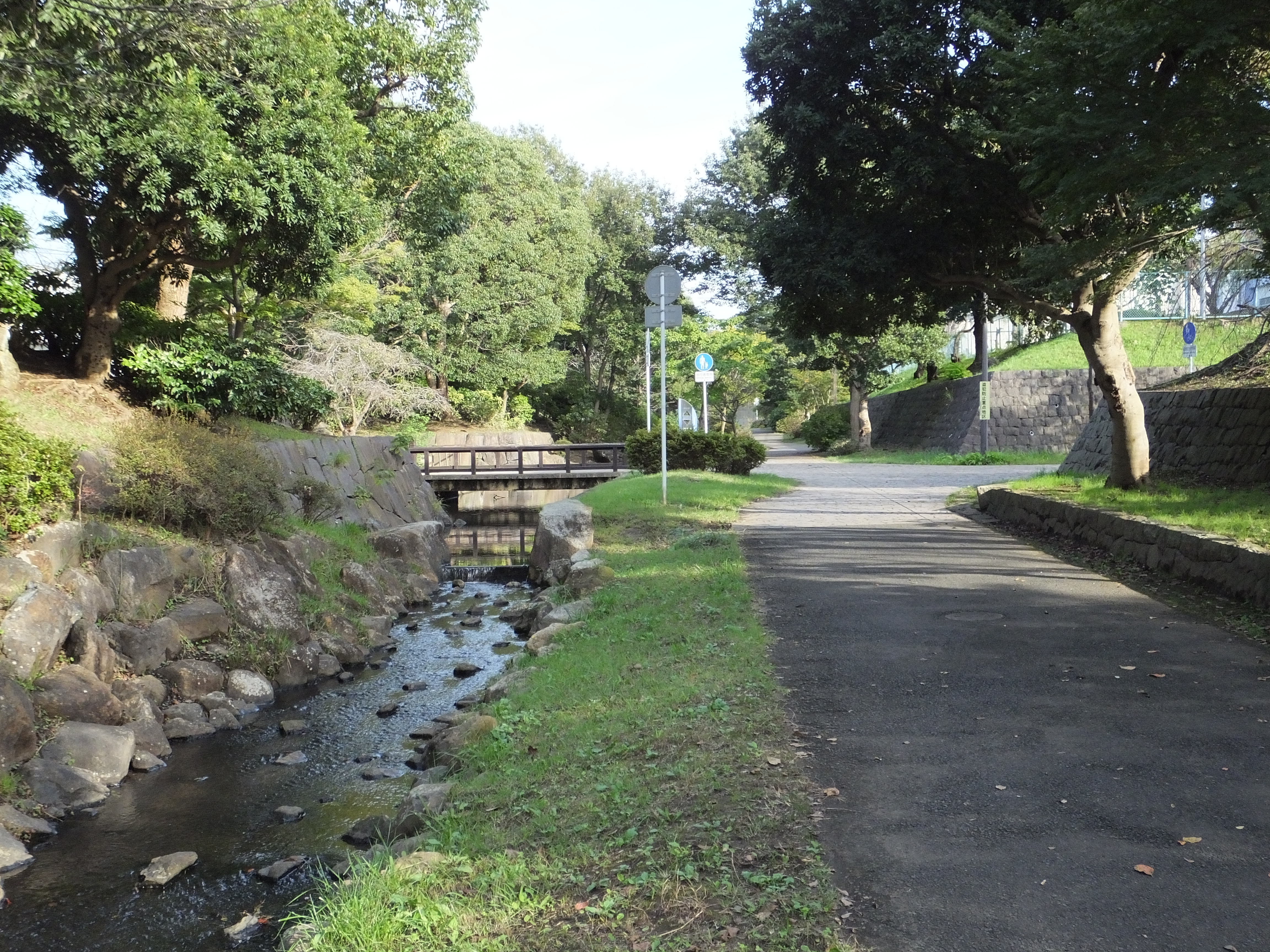
おゆみの道

## 治水

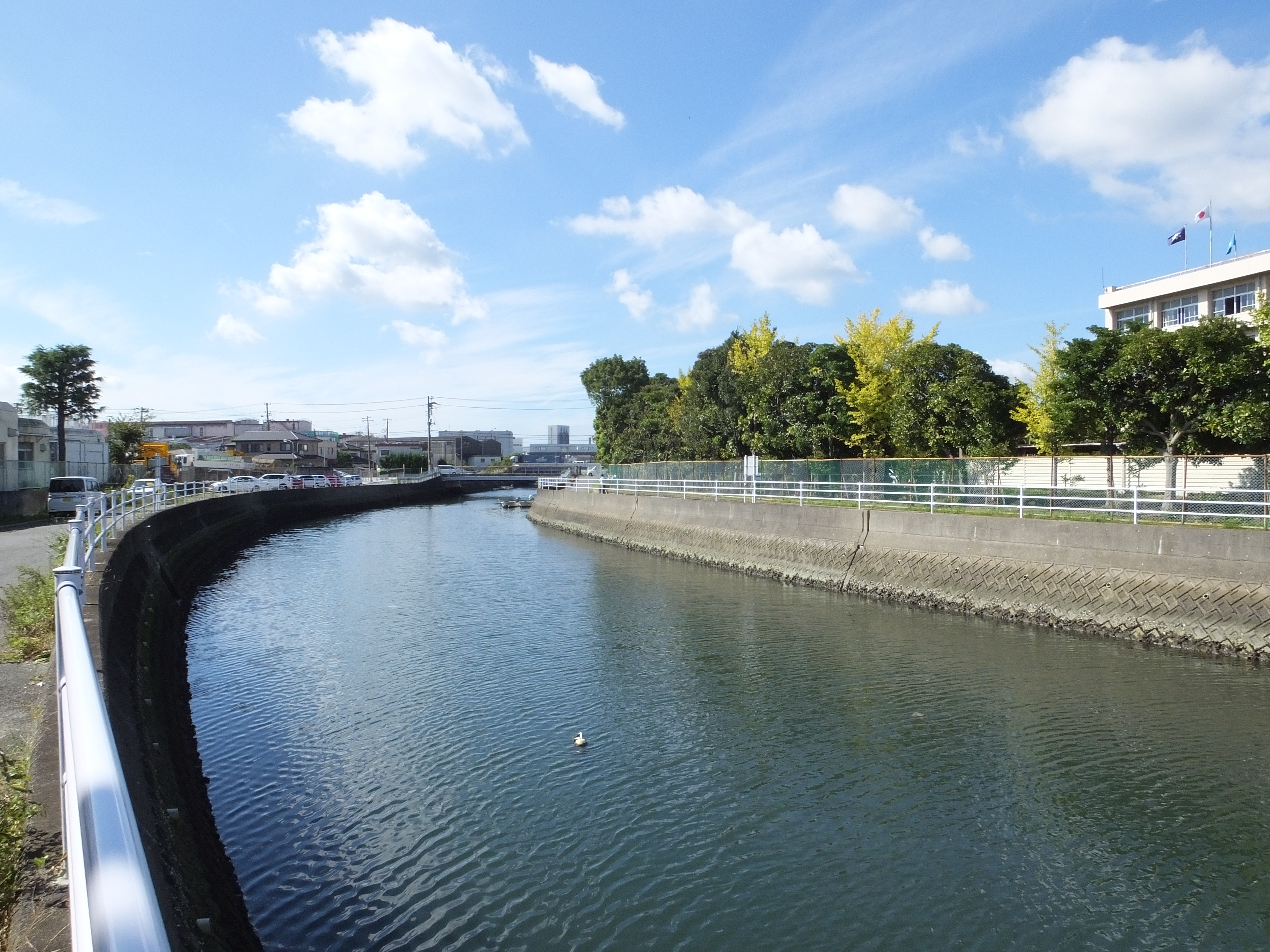
塩田町付近（生浜高校前）

浜野川はかつて塩田川と呼ばれていた。河口には浜野湊という船着場があり、戦国時代より使用されていた。江戸時代になると、生実藩の蔵屋敷から物産や生活必需品が五大力船で江戸方面へ輸送された。当地は交易の場として栄えた他、漁業や明治中期以降なされた貝類の養殖も盛んであった。1961年（昭和36年）12月に埋立地造成がなされるまで、横澪は漁船の船溜まりとして使われた。
昭和50年代以降、千葉東南部土地区画整理事業によっておゆみ野ニュータウン開発が始まると、流域対策と下流部の浸水対策を兼ねた河川改修が開始され、二級河川への指定と同時に河川名が浜野川へ改められた。護岸工事は1990年（平成2年）度に完了し、1993年（平成5年）度まで京葉道路下流の浚渫が行われた。最終的な河床の保護工事を施し、1995年（平成7年）度に河川改修の全事業を終えた。

## 主な橋
上流より記載
- 四季見橋
- のぞみ橋
- 神門橋
- 南生実橋
- 御手洗橋
- 清流橋
- 仲よし橋
- 抱上橋
- 夕焼け橋
- 浜野川橋 - 国道16号・館山自動車道
- ○○橋
- ○○橋
- どうみき橋
- ○○橋
- JR内房線橋梁

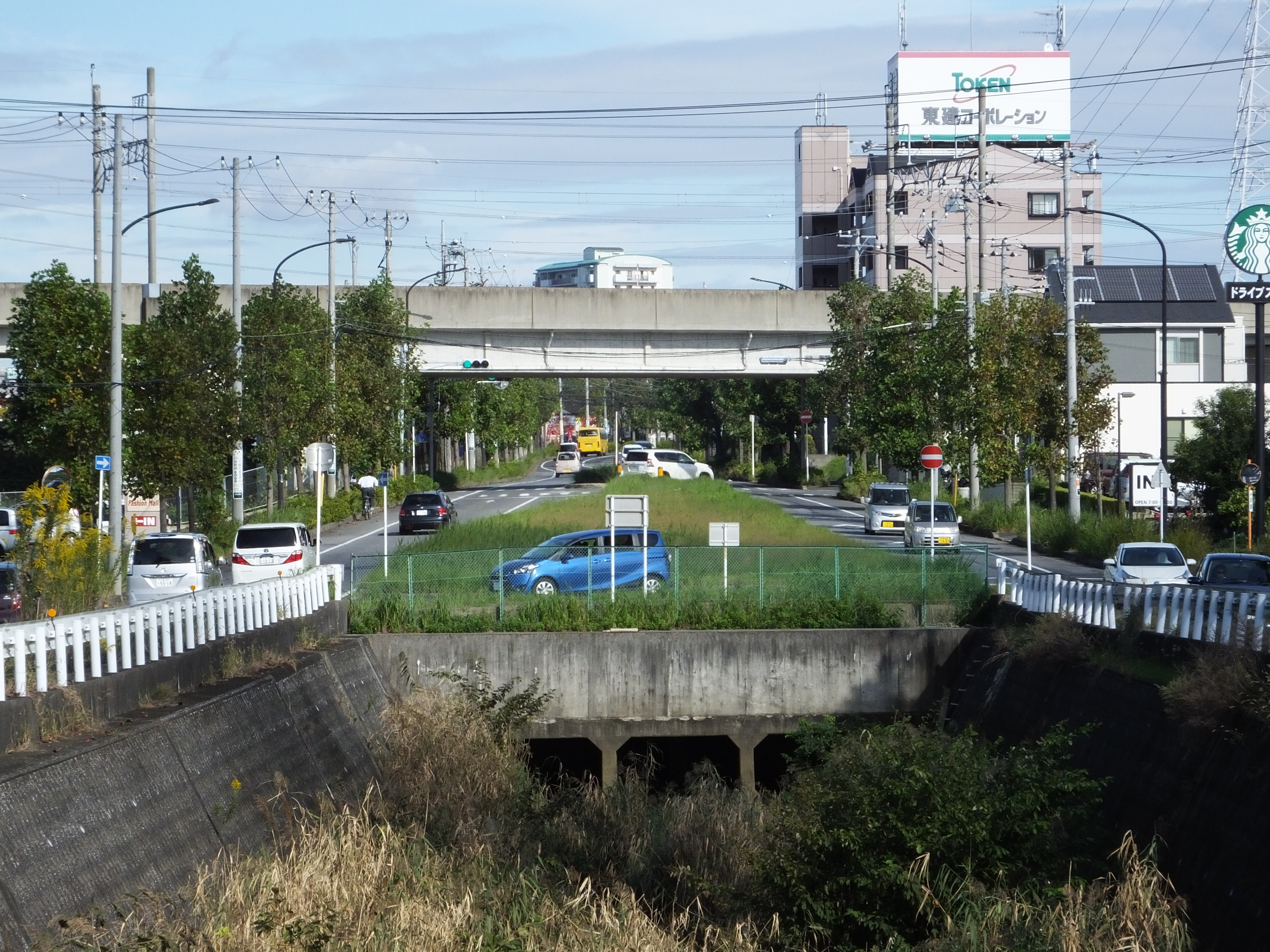
終点（四季見橋より上流方）

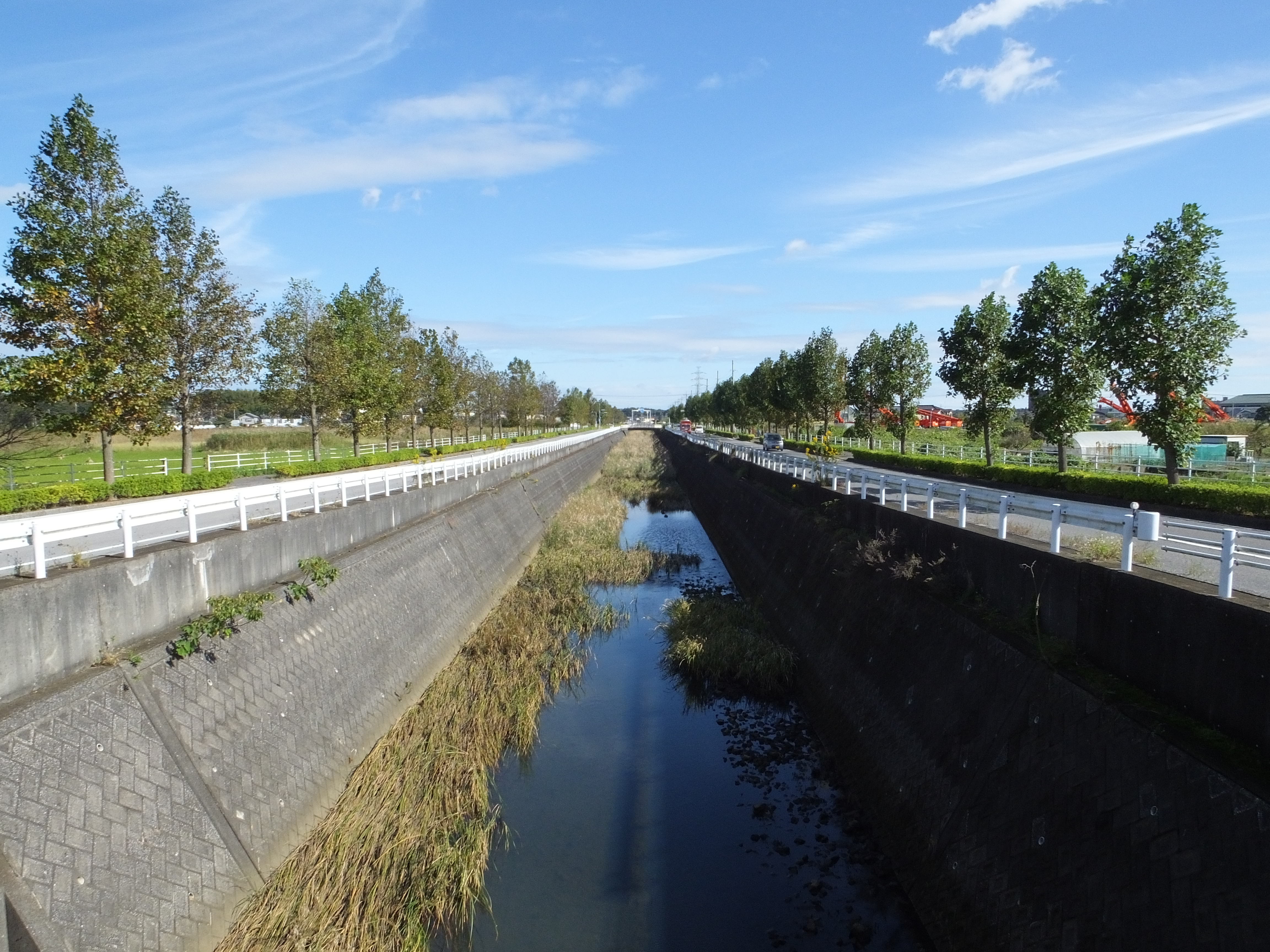
抱上橋より上流方

- 塩浜橋 - 千葉県道66号浜野四街道長沼線
- 塩田橋
- 向塩田橋
- 浜野橋 - 千葉県道24号千葉鴨川線
- 塩田橋 - 国道357号
- 京葉臨海鉄道臨海本線橋梁

## 参考資料
- 生浜中学校区近隣の歴史（千葉市教育センター）